# Sappington
Sappington é uma Região censo-designada localizada no estado americano do Missouri, no Condado de St. Louis.

## Demografia
Segundo o censo americano de 2000, a sua população era de 7287 habitantes.

## Geografia
De acordo com o United States Census Bureau tem uma área de 6,8 km², dos quais 6,6 km² cobertos por terra e 0,2 km² cobertos por água.

## Localidades na vizinhança
O diagrama seguinte representa as localidades num raio de 4 km ao redor de Sappington.